# أبل براغا
هو مدرب الجزيرة الإماراتي لموسم2008ودرب فريق انترسنايول البرازيلي وهو مدرب برازيلي وحصل مع فريقه على البطولة لقد كان برازيل المدرب يدرب انترناسيونال وفاز معة بدوري ابطال العالم بعد أن غلب برشلونه تيم في المباراة النهائية وقد درب نادي العنكبوت الجزيرة في عام 2010 وحصل معه على ثنائية الدوري والكاس بعد أن تغلب على الوحدة الإماراتي بصعوبة بالغة ومن ثم ذهب لتدريب فريق فلامنغو البرازيلي وقد فشل معه فشلا ذريعا وقد عرض عليه الاتحادي الامراتي ان يدرب المنتخب ولكنه رفض وقد أصبح مدربا لفلومينينسي البرازيلي وبعدها أقيل بسبب النتائج السيئة للفريق، بعد مضي تسع جولات فقط على انطلاق دوري السامبا.

## روابط خارجية
- أبل براغا على موقع قاعدة بيانات كرة القدم.إي يو (الإنجليزية)
- أبل براغا على موقع ليكيب (الفرنسية)
- أبل براغا على موقع ناشيونال فوتبول تيمز (الإنجليزية)
- أبل براغا على موقع Soccerway.com (الإنجليزية)
- أبل براغا على موقع عالم كرة القدم.نت (الإنجليزية)
- أبل براغا على موقع أوليمبيديا (الإنجليزية)